# Торбеста летяща катерица
Торбестата летяща катерица (Petaurus norfolcensis) е вид бозайник от семейство Petauridae.

## Разпространение
Видът е разпространен в Австралия (Австралийска столична територия, Виктория, Куинсланд и Нов Южен Уелс).